# سیلوانو راجو گاریبالدی
سیلوانو راجو گاریبالدی (انگلیسی: Silvano Raggio Garibaldi؛ زادهٔ ۲۷ آوریل ۱۹۸۹) بازیکن فوتبال اهل ایتالیا است.
از باشگاه‌هایی که در آن بازی کرده‌است می‌توان به باشگاه فوتبال سورنتو کالچو، باشگاه فوتبال ویرتوس انتلا، باشگاه فوتبال پیزا، و باشگاه فوتبال جنوآ اشاره کرد.
وی همچنین در تیم‌های ملی فوتبال زیر ۱۸ سال ایتالیا، زیر ۱۹ سال ایتالیا، و زیر ۲۰ سال ایتالیا بازی کرده‌است.